# باشگاه فوتبال آندورا
باشگاه فوتبال آندورا (انگلیسی: FC Andorra) یک باشگاه فوتبال مستقر آندورا لا ولا، آندورا است که در حال حاضر در سگوندا دیویسیون، دومین سطح لیگ فوتبال در اسپانیا، به فعالیت می‌پردازد. این باشگاه در سال ۱۹۴۲ بنیان‌گذاری شد.
علیرغم اینکه این باشگاه در کشور کوچک آندورا مستقر است، این باشگاه که داوطلبانه به فدراسیون فوتبال کاتالونیا وابسته است، از سال ۱۹۴۸ اجازه حضور در لیگ‌های فوتبال اسپانیا را پیدا کرده‌است.

## ورزشگاه خانگی
در حال حاضر این باشگاه، بازی‌های خانگی خود را در ورزشگاه ملی آندورا انجام می‌دهد.

## تاریخچه
باشگاه فوتبال آندورا از لحاظ تاریخی بزرگ‌ترین باشگاه فوتبال این کشور است. این باشگاه در ۱۵ اکتبر ۱۹۴۲ در کالج بانوی مریتکسل تأسیس شد و اولین باشگاه فوتبالی بود که در آندورا تأسیس شد. این باشگاه به دسته‌های فدراسیون فوتبال کاتالونیا پیوست و در رقابت‌های لیگ اسپانیا و کوپا دل ری شرکت کرد. در فصل ۱۹۶۳–۱۹۶۴، باشگاه فوتبال آندورا در سگوندا رجیونال اولین بازی خود را انجام داد و در جایگاه یازدهم فصل را به پایان رساند.

## مالکیت و حامیان مالی
باشگاه فوتبال آندورا در دسامبر ۲۰۱۸ توسط گروه هلدینگ کاسموس جرارد پیکه خریداری شد، و در آوریل ۲۰۱۹ حامی اصلی خود مورابانک، را معرفی کرد؛ که به عنوان یک بانک قوی و شاخص در آندورا شناخته می‌شود. هفته‌ها بعد، آنها پس از ۲۲ بازی بدون شکست، به ترسرا دیویسیون صعود کردند. در ژوئیه ۲۰۱۹، باشگاه مبلغ ۴۵۲۰۲۲ یورو را برای جایگزینی باشگاه فوتبال رئوس دپورتیو در سگوندا دیویسیون بی پس از سقوط رئوس به ترسرا دیویسیون به دلیل عدم پرداخت پول به بازیکنانش پرداخت کرد.